# Jonathan Tucker
Pour les articles homonymes, voir Tucker.
Jonathan Tucker est un acteur américain né le 31 mai 1982 à Boston.

## Biographie
Jonathan Tucker naît le 31 mai 1982 à Boston. Son père, Paul Hayes Tucker a des origines irlandaises et anglaise. Sa mère, Maggie Moss Tucker vient d'une famille de confession juive.
Il fréquente l'école Park School à Brookline (Massachusetts) et la Thacher School (en) à Ojai (Californie).
Il intègre le Boston Ballet, avec lequel il joue Fritz dans Casse-noisette en 1991. Il refuse d'entrer à l'université Columbia pour poursuivre sa carrière d'acteur.

### Vie privée
Il est marié depuis 2012 avec Tara Ahamed Tucker, la fille de l'historien Liaquat Ahamed.
En mai 2019, ils accueillent des jumeaux, Hayes Taj Tucker et India Moss Tucker.

## Carrière

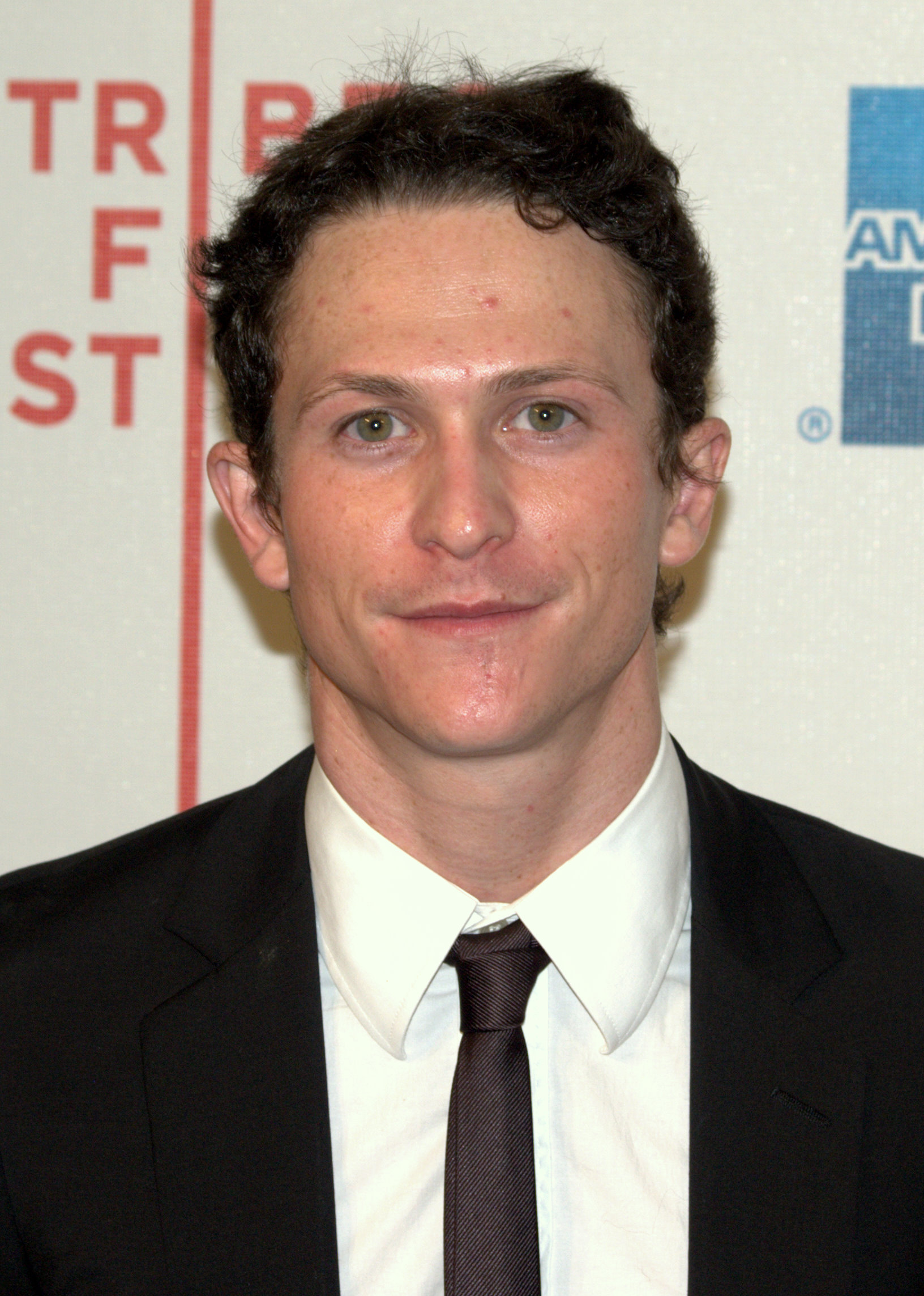

Jonathan Tucker commence sa carrière d'acteur, à l'âge de 12 ans en 1994 dans Petit papa baston de Terence Hill. Deux ans plus tard, il obtient un rôle dans Sleepers et Pour l'amour de l'art.
Il fait ses premiers pas sur le petit écran en 1997 dans Demain à la une.
En 1999, il joue aux côtés de Kirsten Dunst dans le film de Sofia Coppola : Virgin Suicides. Puis en 2001, il incarne le fils de Tilda Swinton dans le film Bleu profond.
En 2003, il joue dans le film d'horreur Massacre à la tronçonneuse, dans un épisode de New York, unité spéciale et Les Experts. L'année suivante il obtient un des rôles principaux du film L'Histoire, il donne la réplique à Maggie Gyllenhaal, Diego Luna et John C. Reilly dans Criminal et il fait également une apparition dans un épisode de Six Feet Under.
Entre 2005 et 2007, il tourne avec Bruce Willis dans le long-métrage Otage, puis avec Kristen Bell et Ian Somerhalder dans le film d'horreur Pulse et Dans la vallée d'Elah de Paul Haggis, aux côtés de Tommy Lee Jones, Charlize Theron, James Franco, Josh Brolin, ou encore Susan Sarandon. Il rejoint également la distribution de The Black Donnellys.
En 2009 il joue avec Sarah Michelle Gellar dans Veronika décide de mourir. Puis en 2010 il retrouve Paul Haggis pour le film Les Trois Prochains Jours et il apparaît dans un épisode de FBI : Duo très spécial.
Entre 2011 et 2014, il joue dans plusieurs épisodes de Parenthood et poursuit sa carrière principalement sur le petit écran avec des séries comme : Perception, Person of Interest, Royal Pains, ou encore Hannibal.
En 2014 et jusqu'en 2017, il interprète Jay Kulina, aux côtés de Frank Grillo et Nick Jonas, dans la série Kingdom. Il joue ensuite dans un épisode d'American Gods.
En 2018, il est présent au casting de plusieurs épisodes de la saison 2 de Westworld et fait une petite apparition dans le film Sweet Virginia (en).

## Filmographie

### Cinéma

#### Longs métrages
- 1994 : Petit papa baston (Botte di Natale) de Terence Hill : Moses Jr.
- 1996 : Pour l'amour de l'art (Two If by Sea) de Bill Bennett : Todd
- 1996 : Sleepers de Barry Levinson : Tommy Marcano jeune
- 1999 : Virgin Suicides (The Virgin Suicides) de Sofia Coppola : Tim Weiner
- 2000 : 100 Girls de Michael Davis : Matthew
- 2001 : Bleu profond (The Deep End) de Scott McGehee et David Siegel : Beau Hall
- 2001 : Ball in the House de Tanya Wexler : JJ
- 2003 : Massacre à la tronçonneuse (The Texas Chainsaw Massacre) de Marcus Nispel : Morgan
- 2004 : Criminal de Gregory Jacobs : Michael
- 2004 : L'Histoire (Stateside) de Reverge Anselmo : Mark Deloach
- 2005 : Otage (Hostage) de Florent-Emilio Siri : Dennis Kelly
- 2006 : Pulse de Jim Sonzero : Josh
- 2006 : Love Comes to the Executioner de Kyle Bergersen : Heck Prigusivac
- 2007 : Dans la vallée d'Elah (In the Valley of Elah) de Paul Haggis : Mike Deerfield
- 2007 : Cherry Crush de Nicholas DiBella : Jordan Wells
- 2008 : Les Ruines (The Ruins) de Carter Smith : Jeff
- 2009 : An Englishman in New York de Richard Laxton : Patrick Angus
- 2009 : Veronika décide de mourir (Veronika Decides To Die) d'Emily Young : Edward
- 2010 : Flying Lessons de Derek Magyar : Billy
- 2010 : Meskada de Josh Sternfeld : Shane Loakin
- 2010 : Les Trois Prochains Jours (Three Next Days) de Paul Haggis : David
- 2017 : Sweet Virginia (en) de Jamie M. Dagg : Mitchel McCabe
- 2019 : Charlie's Angels d'Elizabeth Banks : Hodak
- 2022 : Palm Trees and Power Lines de Jamie Dack : Tom
- 2023 : God Is a Bullet de Nick Cassavetes : Errol Grey

#### Courts métrages
- 2007 : Day 73 with Sarah de Brent Hanley : David
- 2013 : Objects in the Rearview d'Adam Bagger : Andrew
- 2018 : Skin de Guy Nattiv : Jeffrey

### Télévision

#### Séries télévisées
- 1997 : Demain à la une (Early Edition) : Tony
- 2001 : The Practice : Bobby Donnell et Associés (The Practice) : Chad Baldwin / James Tucker
- 2002 : Philly : Eli Wexler
- 2003 : Les Experts (CSI : Crime Scene Investigation) : Peter Arnz
- 2003 : New York, unité spéciale (Law and Order: Special Victims Unit) : Ian Tate
- 2004 : Six Feet Under : Bruno
- 2005 : Les Maîtres de l'horreur (Masters of Horror) : Jak
- 2006 : New York, section criminelle (Law and Order : Criminal Intent) : Drew Ramsey
- 2007 : The Black Donnellys : Tommy Donnelly
- 2010 : FBI : Duo très spécial (White Collar) : Avery Phillips
- 2011 : Esprits criminels (Criminal Minds) : Ray Donovan
- 2011 : Royal Pains : Shaw Morgan
- 2011 - 2014 : Parenthood : Bob Little
- 2012 : Perception : Brady McGraw
- 2012 : Person of Interest : Riley Cavanaugh
- 2012 : Ro : Jordan
- 2014 : Hannibal : Matthew Brown
- 2014 - 2017 : Kingdom : Jay Kulina
- 2015 : Justified : Boon
- 2017 : American Gods : Low Key Lyesmith
- 2018 : Westworld : Major Craddock
- 2019 : City on a Hill : Franckie Ryan
- 2020 : Monsterland : Alex
- 2021 : Debris : Bryan Beneventi
- 2022 : Échos (Echoes) : Dylan James

#### Téléfilms
- 1998 : Mr. Music de Fred Gerber : Rob Tennant
- 2014 : High Moon d'Adam Kane : Stanislas « Stan » Stavin

### Jeux vidéo
- 2017 : Call of Duty: WWII : Robert Zussman

## Voix francophones
En France, Thierry Wermuth est la voix française la plus régulière de Jonathan Tucker.
En France
| - Thierry Wermuth dans (les séries télévisées) : - The Black Donnellys - Royal Pains - Perception - Person of Interest - Justified - Westworld - City on a Hill - Sébastien Desjours dans : - High Moon (téléfilm) - Sweet Virginia (en) - Échos (mini-série) - Damien Boisseau dans : - New York, unité spéciale (série télévisée) - Otage | Et aussi - Pascal Grull dans Sleepers - David Lesser dans Virgin Suicides - Yoann Sover dans Les Experts (série télévisée) - Guillaume Lebon dans Massacre à la tronçonneuse - Stéphane Pouplard dans Parenthood (série télévisée) - Alexandre Guansé dans Dans la vallée d'Elah - Ludovic Baugin dans Esprits criminels - Benjamin Penamaria dans Kingdom (série télévisée) - Christophe Lemoine dans American Gods (série télévisée) - Thibaut Lacour dans Débris (série télévisée) - Marc Weiss dans Le Prix de la vengeance |

Au Québec